# 小行星2116
小行星2116（2116 Mtskheta）是一颗围绕太阳公转的小行星。1976年10月24日，理察·馬丁·威斯特在拉西拉天文台发现了此天体。
該小行星以喬治亞的城市姆茨赫塔命名。
这颗小行星的绝对星等为174.71716等。